# Loisinga
Loisinga es una ciudad censal situada en el distrito de Balangir en el estado de Odisha (India). Su población es de 6220 habitantes (2011). Se encuentra a 19 km de Balangir y a 288 km de Bhubaneswar.

## Demografía
Según el censo de 2011 la población de Loisinga era de 6220 habitantes, de los cuales 3098 eran hombres y 3122 eran mujeres. Loisinga tiene una tasa media de alfabetización del 80,79%, superior a la media estatal del 72,87%: la alfabetización masculina es del 89%, y la alfabetización femenina del 72,67%.